# Callopanchax toddi
Callopanchax toddi és una espècie de peix de la família dels aploquèilids i de l'ordre dels ciprinodontiformes, més coneguts com a killifishes. Fou descrit i catalogat per primer cop per Clausen al 1966.

## Biologia

### Morfologia
Els mascles poden assolir els 8 cm de longitud total.

### Habitat
És una espècie bentopelàgica i no migratòria que habita en aigua fresca de rierols poc profunds i pantans transitoris.

### Reproducció
Es reprodeuix per mitjà del mètode de la fresa (spawn en anglès). Els ous tenen un temps d'incubació de 3 mesos.

## Distribució geogràfica
Es troba a Àfrica, concretament en el riu Litlle Scarcies River, al marge de l'oest de Sierra Leone amb el sud de Guinea.

## Usos humans
Comercial, en aquari, tot i que és molt difícil de mantenir. No és perillós per a l'ésser humà.